# Öffentliches Unternehmen
|                       |                       |                       |                       |                       |                       |  |  | Wirtschaftseinheiten |                 |                 |                 |                 |                 |  |  |                                       |                                       |                                       |                                       |                                       |                                       |  |  |  |  |  |  |  |  |  |  |  |  |  |  |  |  |  |  |
|                       |                       |                       |                       |                       |                       |  |  |                      |                 |                 |                 |                 |                 |  |  |                                       |                                       |                                       |                                       |                                       |                                       |  |  |  |  |  |  |  |  |  |  |  |  |  |  |  |  |  |  |
|                       |                       |                       |                       |                       |                       |  |  |                      |                 |                 |                 |                 |                 |  |  |                                       |                                       |                                       |                                       |                                       |                                       |  |  |  |  |  |  |  |  |  |  |  |  |  |  |  |  |  |  |
| Öffentliche Haushalte | Öffentliche Haushalte | Öffentliche Haushalte | Öffentliche Haushalte | Öffentliche Haushalte | Öffentliche Haushalte |  |  | Privathaushalte      | Privathaushalte | Privathaushalte | Privathaushalte | Privathaushalte | Privathaushalte |  |  | Betriebe                              | Betriebe                              | Betriebe                              | Betriebe                              | Betriebe                              | Betriebe                              |  |  |  |  |  |  |  |  |  |  |  |  |  |  |  |  |  |  |
| Öffentliche Haushalte | Öffentliche Haushalte | Öffentliche Haushalte | Öffentliche Haushalte | Öffentliche Haushalte | Öffentliche Haushalte |  |  | Privathaushalte      | Privathaushalte | Privathaushalte | Privathaushalte | Privathaushalte | Privathaushalte |  |  | Betriebe                              | Betriebe                              | Betriebe                              | Betriebe                              | Betriebe                              | Betriebe                              |  |  |  |  |  |  |  |  |  |  |  |  |  |  |  |  |  |  |
|                       |                       |                       |                       |                       |                       |  |  |                      |                 |                 |                 |                 |                 |  |  |                                       |                                       |                                       |                                       |                                       |                                       |  |  |  |  |  |  |  |  |  |  |  |  |  |  |  |  |  |  |
|                       |                       |                       |                       |                       |                       |  |  | Unternehmen          | Unternehmen     | Unternehmen     | Unternehmen     | Unternehmen     | Unternehmen     |  |  | Öffentliche Betriebe und Verwaltungen | Öffentliche Betriebe und Verwaltungen | Öffentliche Betriebe und Verwaltungen | Öffentliche Betriebe und Verwaltungen | Öffentliche Betriebe und Verwaltungen | Öffentliche Betriebe und Verwaltungen |  |  |  |  |  |  |  |  |  |  |  |  |  |  |  |  |  |  |

Öffentliche Unternehmen (auch Staatsunternehmen genannt) sind öffentlich-rechtliche Unternehmen oder privat-rechtlich organisierte Unternehmen im mehrheitlichen oder vollen Eigentum des Staates oder seiner Untergliederungen.

## Allgemeines
Das Attribut „öffentlich“ zielt entweder auf die Trägerschaft durch juristische Personen des öffentlichen Rechts ab, die an einem privatrechtlich organisierten Unternehmen mehrheitlich beteiligt sind, oder auf den Betriebszweck. Öffentlich ist ein Unternehmen dann, wenn es für die Allgemeinheit tätig wird, also der Öffentlichkeit dient und einen öffentlichen Zweck verfolgt. Wer sich im geschäftlichen Verkehr, also wirtschaftlich betätigt, ist als Unternehmen anzusehen. Im weiteren Sinne gehören alle bundes- und landesunmittelbaren Anstalten und Körperschaften des öffentlichen Rechts sowie die mehrheitlich von einem öffentlich-rechtlichen Träger gehaltenen privatrechtlich organisierten Unternehmen zum Sektor der öffentlichen Unternehmen.
Legt man einen funktionalen Unternehmensbegriff zugrunde, so sind alle sich wirtschaftlich betätigenden Organisationsformen als Unternehmen anzusehen. Kartellrechtlich liegt ein Unternehmen vor, wenn und soweit es wirtschaftlich tätig ist; danach sind auch Körperschaften des öffentlichen Rechts Unternehmen. Aus der Kombination beider Begriffe ergibt sich schließlich die wirtschaftliche Betätigung einer in mehrheitlich öffentlicher Trägerschaft stehende Organisationseinheit. Die Sollvorschrift des § 63 BHO geht davon aus, dass Bundesbeteiligungen nur zur Erfüllung von Bundesaufgaben gegründet oder erworben werden. In § 65 BHO wird vorgeschrieben, dass sich der Bund an privatrechtlich organisierten Unternehmen nur bei wichtigem Interesse beteiligt und dann unter Wahrung des Subsidiaritätsprinzips angemessenen Einfluss ausüben kann. Diese mehrheitliche öffentliche Beteiligung kommt etwa auch bei der Mitgliedschaft eines öffentlichen Unternehmens in der Versorgungsanstalt des Bundes und der Länder (VBL) zum Ausdruck. Hauptvoraussetzung für die Mitgliedschaft in der VBL ist eine überwiegende öffentliche Beteiligung oder maßgebliche öffentliche Einflussnahme (Ausführungsbestimmungen zu § 19 Abs. 2 Satz 1 Buchstabe e der VBL-Satzung).

## Rechtsgrundlagen
Im weiteren Sinne gehören alle bundes- und landesunmittelbaren Anstalten und Körperschaften des öffentlichen Rechts sowie die mehrheitlich von einem öffentlich-rechtlichen Träger gehaltenen privatrechtlich organisierten Unternehmen zum Sektor der öffentlichen Unternehmen. Zu den öffentlichen Unternehmen zählen gemäß § 2 Abs. 3 Finanz- und Personalstatistikgesetz (FPStatG) alle Unternehmen, an deren Nennkapital die öffentliche Hand (Bund, Länder, Gemeinden) mit mehr als 50 % beteiligt ist. Nach der Definition der Finanzstatistik werden Unternehmen als öffentlich bezeichnet, wenn die öffentliche Hand die Kapital- oder Stimmrechtsmehrheit besitzt. Im engeren Sinne ist der Begriff des öffentlichen Unternehmens auf privatrechtlich organisierte Unternehmen mit überwiegend öffentlich-rechtlicher Beteiligung eingeengt.
Eine erste europarechtliche Legaldefinition hielt Art. 2 Abs. 1 b) Transparenzrichtlinie vom Juni 1980 bereit. „Es wird vermutet, dass ein beherrschender Einfluss ausgeübt wird, wenn die öffentliche Hand unmittelbar oder mittelbar die Mehrheit des gezeichneten Kapitals des Unternehmens besitzt oder über die Mehrheit der mit den Anteilen des Unternehmens verbundenen Stimmrechte verfügt oder mehr als die Hälfte der Mitglieder des Verwaltungs-, Leistungs- oder Aufsichtsorgans des Unternehmens bestellen kann.“ Diese Definition wurde fast wörtlich in Art. 1 Nr. 2 EU-Sektorenrichtlinie übernommen. Nach der neuen Transparenzrichtlinie vom Juli 2000 ist öffentliches Unternehmen „jedes Unternehmen, auf das die öffentliche Hand aufgrund Eigentums, finanzieller Beteiligung, Satzung oder sonstiger Bestimmungen, die die Tätigkeit des Unternehmens regeln, unmittelbar oder mittelbar einen beherrschenden Einfluss ausüben kann.“ Daraus folgt, dass der beherrschende Einfluss der öffentlichen Hand als wichtigstes Kriterium für ein öffentliches Unternehmen angesehen wird und nicht etwa das öffentliche Eigentum, sofern dieser Einfluss die Befugnis zur Besetzung der leitenden Stellen im Unternehmen oder die Kontrolle über unternehmerische Entscheidungen aufgrund von Sonderrechten der Vertreter der Staatsgewalt umfasst.
Die Gemeindeordnungen (GO) schreiben vor, dass in öffentlichen Unternehmen der öffentliche Zweck, das angemessene Verhältnis zur Leistungsfähigkeit der Gemeinde und das Subsidiaritätsprinzip einzuhalten sind. Der Begriff des öffentlichen Unternehmens findet sich in deutschen Gesetzen kaum. So bestimmt § 130 Abs. 2 OWiG, dass „Betrieb oder Unternehmen im Sinne des Absatzes 1 auch das öffentliche Unternehmen ist.“
Von einem öffentlichen Betrieb kann nur gesprochen werden, wenn
- ein Mindestgrad an Eigenständigkeit gegenüber dem staatlichen Träger vorhanden ist;
- ein wirtschaftlicher Zweck verfolgt wird, nämlich Produktion und Verkauf von Gütern oder Dienstleistungen;
- die Betriebsführung mit der eines privatwirtschaftlich organisierten Unternehmens vergleichbar ist.

Schließlich wird in den GO (etwa § 107 Abs. 1 Satz 3 GO NRW) die wirtschaftliche Betätigung als der Betrieb von Unternehmen angesehen, die am Markt tätig werden, sofern die Leistung auch von einem Privaten mit der Absicht der Gewinnerzielung erbracht werden könnte.
Art. 106 AEUV unterstellt öffentliche Unternehmen grundsätzlich auch den Wettbewerbsregeln des EU-Rechts, indem er die Mitgliedsstaaten verpflichtet, die Betriebe den Beihilfe-Regelungen der Art. 107 AEUV zu unterwerfen (Notifizierungspflicht).

## Geschäftszweck
Der Geschäftszweck öffentlicher Betriebe und Verwaltungen muss sich innerhalb des verfassungsrechtlich eingegrenzten öffentlichen Zwecks bewegen.

### Öffentlicher Zweck
Öffentliche Unternehmen mit nicht-wirtschaftlicher Organisationsform (Eigenbetriebe, Anstalten oder Körperschaften des öffentlichen Rechts) oder in privatrechtlicher Form (Kommunalunternehmen) müssen stets einen „öffentlichen Zweck“ verfolgen (§ 107 GemO NRW).
Der Begriff des „öffentlichen Zwecks“ ist ein unbestimmter Rechtsbegriff, der für Interpretationen zugänglich ist. Mit dem öffentlichen Zweck ist ein Unternehmen nicht vereinbar, dessen ausschließlicher oder vorrangiger Zweck Gewinne sind. „Das Gemeindewirtschaftsrecht untersagt weithin eine wirtschaftliche Betätigung der Gemeinden ohne Bezug zu ihren öffentlichen Aufgaben. Rein erwerbswirtschaftlich-fiskalische Unternehmen sind den Gemeinden untersagt“. Hinsichtlich anderer juristischer Personen des öffentlichen Rechts besteht aufgrund haushaltsrechtlicher Bestimmungen zumeist eine ähnliche Lage.
Nach den genannten gesetzlichen Bestimmungen ist davon auszugehen, dass die „Nutzung von Vermögen und die erwerbswirtschaftliche Betätigung öffentlich-rechtlicher Körperschaften regelmäßig nur im Zusammenhang mit der Wahrnehmung öffentlicher Aufgaben zulässig ist“. Dabei ist das Aufgabenfindungsrecht der Kommunen zu beachten, das gemäß Art. 28 Grundgesetz aus dem Selbstverwaltungsrecht der Länder resultiert. Die Länder haben das Recht zu definieren, welche Aufgaben zur öffentlichen Daseinsvorsorge gehören oder nicht, z. B. Theater, Energie- und Wasserversorgung. 

### Geschäftstätigkeit
Im Rahmen der oben erwähnten, relativ engen Grenzen haben die öffentlichen Unternehmen ihre Schwerpunkte – gemessen am Anteil an der Bruttowertschöpfung aller Wirtschaftssektoren – in den Bereichen Versorgung und Verkehr (Stadtwerke, öffentlicher Personennahverkehr), bei Kreditinstituten (Sparkassen, Landesbanken, Kreditanstalt für Wiederaufbau) und bei Versicherungen. Die Gesamtheit der öffentlichen Unternehmen bildet in Deutschland wegen der Heterogenität öffentlicher Träger keine politische Einheit. Gemeinsamkeiten liegen allerdings dort vor, wo kommunalrechtliche Vorgaben durch die von den öffentlichen Trägern bestimmten Organe umzusetzen sind. Vor allem das Ziel einer nachhaltigen Haushaltsentlastung führte seit den 1980er und 1990er Jahren, insbesondere beim industriellen Bundesvermögen und bei Ländern und Kommunen, zu Privatisierungen. Auf kommunaler Ebene führte der Zwang zur Effizienzsteigerung zur Ausgliederung von Regiebetrieben aus den Haushalten und zu ihrer Umwandlung in Eigenbetriebe oder Unternehmen anderer Rechtsform.
Der Begriff des öffentlichen Unternehmens kann den Kernbereich der Verwaltung erfassen. Es wurde von seinen Trägerkörperschaften organisatorisch, rechtlich und wirtschaftlich getrennt, um ein genau abgegrenztes Aufgabengebiet wahrzunehmen. Öffentliche Unternehmen dienen der Daseinsvorsorge, Wirtschaftsförderung oder Regionalförderung im Auftrag ihrer Trägerkörperschaften. Öffentlich ist ein Unternehmen dann, wenn es für die Allgemeinheit tätig wird, also der Öffentlichkeit dient und einen öffentlichen Zweck verfolgt. Auf kommunaler Ebene gehören alle kommunalen Unternehmen wie Stadtwerke oder Kommunalunternehmen zu den öffentlichen Unternehmen. Im weitesten Sinne gehören hierzu auch die kommunalen Eigen- und Regiebetriebe sowie sämtliche Anstalten und Körperschaften des öffentlichen Rechts, soweit sie sich wirtschaftlich betätigen.
Dem Wettbewerbsrecht liegt ein funktionaler Unternehmensbegriff zugrunde. Wer sich im geschäftlichen Verkehr, also wirtschaftlich betätigt, ist als Unternehmen anzusehen. Kartellrechtlich handelt es sich um ein Unternehmen, wenn und soweit es wirtschaftlich tätig ist. Reine Anstalten und Körperschaften des öffentlichen Rechts, wie etwa BaFin oder Deutsche Rentenversicherung betätigen sich nicht wirtschaftlich am Markt und fungieren als reine Behörden. Öffentliche Unternehmen sind zweifellos eher steuer- und kontrollierbar als regulierte Privatunternehmen.

## Organisation
Öffentliche Unternehmen gibt es nicht nur in der Marktwirtschaft, sondern auch in einer Zentralverwaltungswirtschaft. Deren Organisation unterscheidet sich in einem wesentlichen Kriterium.

### Marktwirtschaft
Konstitutive Merkmale öffentlicher Betriebe und Verwaltungen unter marktwirtschaftlichen Bedingungen sind das
- Organprinzip,
- Prinzip des Gemeineigentums und
- Prinzip der Gemeinnützigkeit.[12]

### Zentralverwaltungswirtschaft
In einer zentral geleiteten Ordnung übernehmen die öffentlichen Betriebe und Verwaltungen jene Funktionen, die den Unternehmen innerhalb einer Marktwirtschaft zukommen. Die konstitutiven Merkmale derartiger öffentlicher Betriebe und Verwaltungen einer zentral geleiteten Ordnung sind nach Erich Gutenberg denen der Unternehmen diametral, nämlich das
- Organprinzip,
- Prinzip des Gemeineigentums und
- Prinzip der zentralen Planerfüllung.[13]

Auch die volkseigenen Betriebe in der ehemaligen DDR gehörten über das Volkseigentum dem Staat.

## Grenzen
„Rein erwerbswirtschaftlich-fiskalische Unternehmen sind den Gemeinden untersagt“, wenn kein Bezug zu ihren öffentlichen Aufgaben besteht. Mit dem „öffentlichen Zweck“ ist zudem ein Unternehmen nicht vereinbar, dessen ausschließlicher oder vorrangiger Zweck Gewinne sind. Danach müssen öffentliche Unternehmen auch Zwecke der Daseinsvorsorge erfüllen und dürfen nicht vorrangig auf Gewinnerzielung ausgerichtet sein. Die Gewinnerzielung muss dem öffentlichen Zweck untergeordnet sein; sie ist ausdrücklich erlaubt, um dem kommunalen Haushalt Einnahmen zuzuführen. So geht § 109 Abs. 2 GemO NRW davon aus, dass der Jahresgewinn eines kommunalen Unternehmens mindestens eine marktübliche Kapitalverzinsung erbringt. Die Beteiligung einer Trägerkörperschaft an einem privatrechtlich organisierten Unternehmen darf nur an Rechtsformen stattfinden, bei denen eine Haftungsbegrenzung möglich ist (§ 108 Abs. 1 Nr. 3 GemO NRW; also GmbH oder AG). In Art. 106 Abs. 1 AEUV ist auch ein Beihilfeverbot für öffentliche Unternehmen statuiert, ohne dass sie hier näher definiert sind. Sie werden durch diese Vorschrift beihilferechtlich ihren Trägerkörperschaften gleichgestellt. Danach dürfen öffentlichen Unternehmen gegenüber keine dem Vertrag oder insbesondere dessen Art. 12 AEUV und Art. 101 bis Art. 109 AEUV widersprechende Maßnahmen getroffen oder beibehalten werden.

## Abhängigkeiten
Öffentliches Unternehmen ist ein Oberbegriff für Unternehmen der öffentlichen Hand. Deshalb will Art. 3 der Transparenzrichtlinie dafür sorgen, dass die Offenlegung der finanziellen Beziehungen zwischen der öffentlichen Hand und den öffentlichen Unternehmen gewährleistet ist. Insbesondere betrifft dies
- den Ausgleich von Betriebsverlusten,
- Kapitaleinlagen oder Kapitalausstattungen,
- nicht rückzahlbare Zuschüsse oder Darlehen zu Vorzugsbedingungen,
- die Gewährung von finanziellen Vergünstigungen durch Verzicht auf Gewinne oder Nichteinziehung von Schuldforderungen,
- den Verzicht auf eine normale Verzinsung der eingesetzten öffentlichen Mittel,
- den Ausgleich von durch die öffentliche Hand auferlegten Belastungen.

Da die wirtschaftliche Betätigung der Trägerkörperschaften von einem Gemeinwohlzweck beherrscht sein muss, hat die Aufgabenverantwortung bei der Trägerkörperschaft zu verbleiben. Diese muss unabhängig davon, welche Rechtsform gewählt wurde, sich einen angemessen Einfluss auf die Tätigkeit des Unternehmens sichern. Diese so genannte Ingerenzpflicht ergibt sich auch aus dem Demokratieprinzip, denn schließlich arbeiten öffentliche Unternehmen mit öffentlichen Geldern, über deren Verwendung der Steuerzahler mittels seiner demokratisch legitimierten Entscheidungsträger Rechenschaft verlangen und Einfluss ausüben können muss. Hier ergeben sich nicht selten Problembereiche, wenn als Rechtsform eine privatrechtliche GmbH/AG gewählt wurde und auch private Anteilseigner beteiligt werden. Der auf den öffentlichen Zweck ausgerichtete Gesellschaftszweck muss jedenfalls im Gesellschaftsvertrag genannt werden. Dazu dient das kommunale Beteiligungsmanagement.

## Wirtschaftlichkeit
Nach § 7 BHO und § 6 Abs. 1 HGrG und den gleichlautenden Bestimmungen der LHO sind die Grundsätze der Wirtschaftlichkeit und Sparsamkeit zu beachten. Das gilt zunächst nur für die Trägerkörperschaften und deren AöR/KöR. Danach sind für alle finanzwirksamen Maßnahmen angemessene Wirtschaftlichkeitsuntersuchungen durchzuführen; hierzu besteht bundesweit eine besondere Arbeitsanleitung.
Konrad Mellerowicz hatte bereits 1956 erkannt, dass das entscheidende Problem beim öffentlichen Betrieb darin liege, „ihn zur größten Wirtschaftlichkeit zu führen, weil die Monopoleigenschaft und der fehlende Zwang zur Vollkostendeckung nicht gerade in Richtung der Wirtschaftlichkeit liegen“. Auch wenn öffentliche Unternehmen nicht nach dem Gewinnprinzip arbeiten, müssten sie doch wirtschaftlich handeln. Wirtschaftlich heißt, dass das Verhältnis aus dem Ergebnis der Tätigkeit und dem dafür erforderlichen Aufwand möglichst günstig sein soll. Denn Wirtschaftlichkeit ist nicht nur das Auswahlprinzip der Allgemeinen Betriebswirtschaftslehre, sondern auch der Öffentlichen Betriebswirtschaftslehre.
Einerseits gibt es öffentliche Unternehmen, die gewinnbringend sein können (von denen also Wirtschaftlichkeit zu erwarten ist), andererseits gibt es öffentliche Unternehmen, die nicht einmal kostendeckend geführt werden können. Diese Unterscheidung hängt unter anderem vom Aufgabenbereich öffentlicher Unternehmen ab. Bei den kommunalen Elektrizitätsversorgern etwa könnte mit einer gewissen Wirtschaftlichkeit gerechnet werden, aber kaum bei Kulturunternehmen. Von den letzteren wird eher erwartet, dass sie nach Möglichkeit ohne größere Verluste arbeiten. Der zitierten Untersuchung von etwa 9000 öffentlichen Unternehmen lagen die Jahresabschlüsse aus den Jahren 1998 bis 2006 zugrunde, aus denen betriebswirtschaftliche Kennzahlen entwickelt und mit denen der privaten Unternehmen verglichen wurden. Danach wurden auch Eigenheiten öffentlicher Unternehmen berücksichtigt wie die Zuweisungen der öffentlichen Träger. Sie wurden aus den Gesamterträgen eliminiert, so dass die verbleibenden Erträge als „autonome Erträge“ in die Analyse eingeflossen sind. Ein höherer Anteil der autonomen Erträge könne als positiver Indikator der Unternehmensertragslage gewertet werden. Dagegen deute ein hoher Anteil an Zuweisungen der öffentlichen Hand darauf hin, dass das Unternehmen aufgrund seiner Ertragsschwäche auf die Hilfe der öffentlichen Hand angewiesen sei. Daher könne man aufgrund des Volumens an öffentlichen Zuweisungen Rückschlüsse auf die eigentliche Ertragskraft der Unternehmen ziehen. Die Zuweisungen stellen gewissermaßen die Abgeltung für die politisch determinierten Preise im öffentlichen Bereich dar.
Im Analysezeitraum zwischen 1999 und 2006 konnte die zitierte Untersuchung bei privaten Unternehmen zwischen 2001 und 2003 eine konjunkturelle Schwächephase durch Rückgang des operativen Ergebnisses und Zunahme außerordentlicher Ergebniseffekte beobachten, während bei öffentlichen Unternehmen kaum Gesetzmäßigkeiten zu erkennen waren. Da deren Erträge aus der ordentlichen Geschäftstätigkeit zum größten Teil durch das Finanzergebnis kompensiert wurden, kann auf einen starken Ergebniseinfluss der öffentlichen Hand geschlossen werden. Bei den autonomen Erträgen zeigt sich, dass diese tendenziell gesunken waren und 2006 lediglich noch 92 % aller Erträge ausmachten; entsprechend gestiegen war der Anteil der Zuweisungen. Im Vergleich zeigt sich, dass die Spanne zwischen dem mittleren Umsatz und mittleren Aufwand bei privaten Unternehmen größer war als bei öffentlichen Unternehmen. Während die Spanne zwischen Umsatz und Aufwand im privaten Bereich konstant blieb, wurde sie außerdem in öffentlichen Unternehmen vom Jahr zu Jahr eher kleiner. Die Zinslastintensität öffentlicher Unternehmen liegt im Vergleich zu den Privaten auf einem höheren Niveau, was offensichtlich nicht nur mit deren höherer Verschuldung, sondern auch mit ihrer Umsatzschwäche verbunden ist.

## Rentabilität
Auch wenn die Umsatzrentabilität in öffentlichen und privaten Unternehmen vorsichtig und unterschiedlich interpretiert werden müssen, so konnte doch ein starkes Rentabilitätsgefälle zwischen beiden beobachtet werden. Während die Umsatzrentabilität bei öffentlichen Unternehmen im Zeitraum 1999 bis 2006 im Durchschnitt bei 0,81 % lag, erreichte sie bei privaten Unternehmen im Vergleichszeitraum 3,16 %. Die betriebswirtschaftliche Effizienz öffentlicher Unternehmen – gemessen an der Gesamtkapitalrentabilität – war im Mittel deutlich geringer als die privater Unternehmen. Dieses Ergebnis bestätige auch den Gedanken, dass die wirtschaftliche Effizienz öffentlicher Unternehmen zwar mit Rentabilitätskennzahlen gemessen werden könne, aber wegen der Besonderheiten des öffentlichen Sektors vorsichtig interpretiert werden müsse. Insgesamt führe die Ertragsanalyse (sowohl bei der struktur- und betragsmäßigen Betrachtung des Unternehmensergebnisses als auch bei der Rentabilitätsanalyse) öffentlicher Unternehmen zu dem Ergebnis, dass generell kraft der Eigentümlichkeit öffentlicher Unternehmen kaum Potenzial für ihre Effizienzsteigerung im betriebswirtschaftlichen Sinne zu entdecken sei. Die Analyse der Ertragslage unterstreiche die enge Verflechtung zwischen öffentlichen Unternehmen und öffentlichen Haushalten.

## Steuerrecht
Öffentliche Unternehmen unterliegen der Körperschaftsteuer, wenn sie als Betrieb gewerblicher Art (BgA) zu qualifizieren sind. Ebenso unterliegen sie der Umsatzsteuer, es sei denn, sie üben Tätigkeiten aus, die ihnen im Rahmen der öffentlichen Gewalt obliegen (§ 2b UStG).

## Insolvenzrecht
Die Trägerkörperschaften sind nicht insolvenzfähig (§ 12InsO). Sie sind auch gesetzlich nicht verpflichtet, ihre in privater Rechtsform betriebenen Unternehmen vor einer Insolvenz zu bewahren. Aus einer 100%igen Beteiligung einer Trägerkörperschaft an einem privatrechtlich organisierten Unternehmen alleine kann deshalb nicht gefolgert werden, dass die Trägerkörperschaft unter allen Umständen das Unternehmen vor der Insolvenz bewahren wird. Da nur haftungsbegrenzende Rechtsformen gewählt werden dürfen, wird die Insolvenzgefahr zusätzlich erhöht.

## Beispiele in Deutschland
- Unternehmen im vollständigen Eigentum der Bundesrepublik Deutschland
  - Unternehmen in Form der Anstalt des öffentlichen Rechts:
    - Landwirtschaftliche Rentenbank

  - Unternehmen in Form der AG:
    - Deutsche Bahn

  - Unternehmen in Form der GmbH:
    - Die Autobahn GmbH des Bundes
    - Bundesdruckerei
    - Bundesgesellschaft für Endlagerung mbH
    - Bundesrepublik Deutschland – Finanzagentur
    - BVVG Bodenverwertungs- und -verwaltungsgesellschaft
    - BWI GmbH
    - Deutsche Flugsicherung
    - Deutsche Gesellschaft für Internationale Zusammenarbeit
    - Germany Trade and Invest
    - Heeresinstandsetzungslogistik
    - Gästehaus Petersberg (mittelbar über BImA)
    - Wismut
- Unternehmen mit einer Beteiligung der Bundesrepublik Deutschland
  - Unternehmen in Form der öffentlich-rechtlichen Anstalt:
    - Kreditanstalt für Wiederaufbau (KfW; Eigentum: 80 % Bund, 20 % Länder; jedoch haftet der Bund allein für alle Verbindlichkeiten)

  - Unternehmen in Form der AG:
    - Deutsche Post (mittelbar über die KfW)
    - Deutsche Telekom (unmittelbar und mittelbar über die KfW)
    - Duisburger Hafen
    - Fraport Frankfurt

  - Unternehmen in Form der GmbH:
    - juris
    - Forschungszentrum Jülich
    - Flughafen Berlin Brandenburg
    - Flughafen München

Die Gemeinden in Deutschland haben die Aufgaben der Grundversorgung in öffentlich-rechtlicher oder in privatrechtlicher Form organisiert, siehe Liste von Stadt- und Gemeindewerken.

## Beispiele in der Schweiz
- Unternehmen in Form der öffentlich-rechtlichen Anstalt: SUVA, kantonale Gebäudeversicherungen;
- Unternehmen in Form der AG (nach Obligationenrecht) mit staatlicher Aktienmehrheit: RUAG, AXPO;
- Unternehmen in Form einer spezialgesetzlichen AG mit staatlicher Aktienmehrheit: Die Schweizerische Post, Swisscom, SBB.

## Beispiele in Frankreich
In Frankreich gibt es traditionell einen großen öffentlichen Sektor (secteur public) mit vielen öffentlichen Unternehmen (entreprise publique). Man kann unterscheiden
- Établissements publics à caractère industriel et commercial (EPIC) (unterliegen öffentlichem Recht).[37] Beispiele:
  - Société nationale des chemins de fer français (SNCF), Eisenbahngesellschaft
  - Commissariat à l’énergie atomique et aux énergies alternatives (CEA), Forschungseinrichtung
- Sociétés nationales in privatrechtlicher Form (zum Beispiel Aktiengesellschaft: „S.A.“ = Société anonyme), deren Kapital ausschließlich dem Staat gehört. Beispiele:
  - Électricité de France (EDF), Stromversorgungsunternehmen
  - Aérospatiale, Hersteller von Flugzeugen, Hubschraubern und Raketen
- Sociétés d’économie mixte: Unternehmen, in die der Staat oder/und Gebietskörperschaften investieren, aber in denen sie weniger als die Hälfte des Kapitals besitzen (Art. L. 1522-1 CGCT).[38]

## State-Owned Enterprises
State-Owned Enterprise, auch als Government-Owned Corporation (GOC) (staatseigene Kapitalgesellschaft) bekannt, ist eine juristische Person, die in der Regel mit dem Ziel gegründet wird, zu Marktbedingungen in Konkurrenz zu privaten Unternehmen zu treten und Gewinne zu erwirtschaften. Obwohl derartige Unternehmen kommerziell wirtschaften, unterliegen sie den Regierungszielen und können als politisches Instrument eingesetzt werden. Die Merkmale und Regeln, unter denen State-Owned Enterprises operieren, sind von Land zu Land unterschiedlich. State-Owned Enterprises dürfen nicht mit Unternehmen verwechselt werden, an denen der Staat zwar beteiligt ist und auch Einfluss ausüben kann, aber lediglich Minderheitsanteile besitzt.
Weltweit befinden sich meist die Exportkreditversicherungen im Staatsbesitz. Das ist der Fall bei der Schweizerischen Exportrisikoversicherung SERV, der US-amerikanischen Eximbank oder der italienischen SACE S.p.A. Die deutsche Euler Hermes und die französische Coface S. A. sind hingegen Teil privatwirtschaftlicher Konzerne und wickeln die Exportkreditversicherung als Mandateure für den Staat ab.
In den USA ist auf Ebene der Bundesstaaten und der Kommunen (englisch municipalities) die Organisationsform der „component units“ sehr weit verbreitet. In sie sind bestimmte Teilbereiche der kommunalen Aufgaben organisatorisch ausgegliedert. Dazu gehören insbesondere Trinkwasser-, Abwasser- oder Stromversorgung. Für sie ist die Trägerkörperschaft kraft Gesetzes finanziell haftbar (englisch financially accountable), sie werden im Jahresabschluss ihrer Trägerkörperschaft konsolidiert. Die geringste Staatsnähe weisen die Government-sponsored enterprises (GSE) auf, die finanzielle Fördermittel wie Agrarkredite oder Hypothekendarlehen vergeben, ohne dass eine Staatsbeteiligung oder eine staatliche Zahlungsgarantie vorhanden ist. Sie können im Fall einer Finanzkrise mit staatlicher Unterstützung rechnen.